# Rhamphosporaceae
Rhamphosporaceae es una familia de hongos, orden Doassansiales, clase Exobasidiomycetes, división Basidiomycota. Tiene un solo género Rhamphospora, monotípico. Su única especie es Rhamphospora nymphaeae D.D.Cunn. 1888.